# Horst aan de Maas

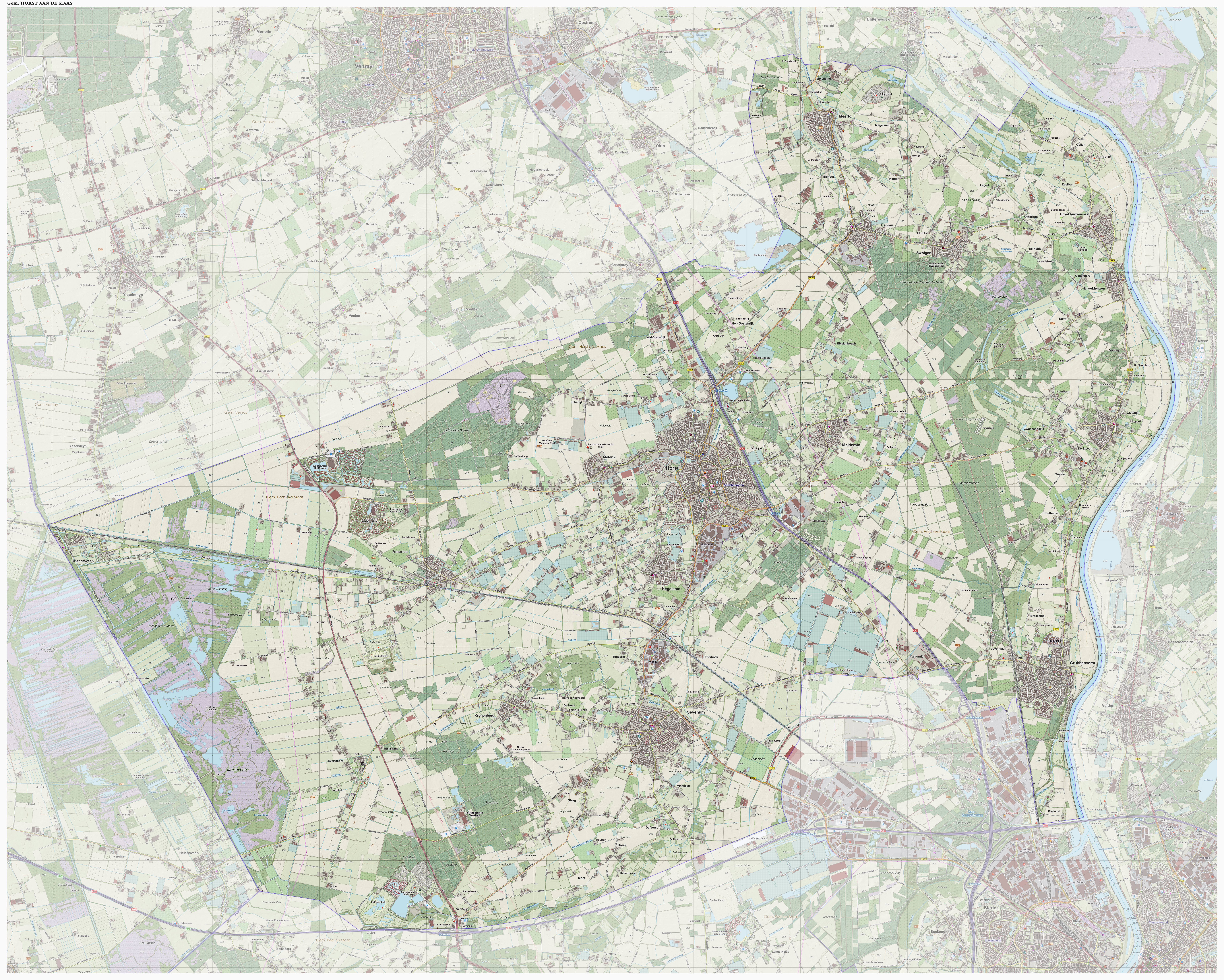
Topografische gemeentekaart van Horst aan de Maas, juni 2019

Horst aan de Maas (uitspraakⓘ) is een gemeente in Nederlands Noord-Limburg. 
Ze is in eerste instantie ontstaan bij een gemeentelijke herindeling van 1 januari 2001 uit de toenmalige gemeenten Broekhuizen, Horst en Grubbenvorst. Pas dankzij deze toevoegingen kwam de vergrote gemeente Horst ook aan de Maas te liggen. Per 1 januari 2010 is Horst aan de Maas verder gefuseerd met de gemeente Sevenum en een deel van de gemeente Meerlo-Wanssum. Sevenum, de tweede grotere kern van de nieuwe gemeente, was tussen 1836 en 2010 een zelfstandige gemeente. De opnieuw vergrote gemeente, die de naam Horst aan de Maas bleef behouden, bestaat uit zestien kernen.
De gemeente telt 43.917 inwoners (22 november 2024, bron: CBS) en heeft een oppervlakte van 191,92 km² (waarvan 3,32 km² water) en daarmee de grootste gemeente van Limburg. Qua inwonertal is zij na Venlo, Venray en Peel en Maas de vierde gemeente van Noord-Limburg.

## Geografie
De gemeente Horst aan de Maas is gelegen op de linkeroever van de Maas - het Maasland dat verder naar het westen overgaat in de Peel.

### Kernen
De gemeente Horst aan de Maas bestaat uit de volgende officiële kernen:

In het noorden van de gemeente liggen de dorpen Meerlo, Tienray en Swolgen, die tot 2010 tot de gemeente Meerlo-Wanssum behoorden. De dorpen Broekhuizenvorst, Broekhuizen, Lottum en Grubbenvorst liggen in het oosten van de gemeente langs de Maas. Aan de andere kant ligt Griendtsveen ongeveer 20 km verderop in het uiterste westen van de gemeente. In het midden liggen de hoofdplaats Horst, waar het gemeentehuis zich bevindt en de omliggende dorpen Melderslo, Hegelsom en Meterik. Ten zuiden van Horst ligt de tweede kern, Sevenum, en tussen Sevenum en Griendtsveen liggen de dorpen America, Evertsoord en Kronenberg.

## Geschiedenis
Horst en de andere dorpen behoorden tot het Overkwartier van Gelre of Spaans Opper-Gelre. Tijdens de Spaanse Successieoorlog werd het door Staatse troepen bezet, waarna het in 1713 werd overgedragen aan de Pruisische bondgenoot. Zo bleef het als deel van Pruisisch Opper-Gelre ongeveer een eeuw lang Pruisisch (tot 1815).

## Vervoer
Tussen Horst en Sevenum, in de kern Hegelsom, ligt het treinstation Horst-Sevenum, aan de spoorverbinding tussen Venlo en Eindhoven. Ook loopt de spoorverbinding tussen Roermond en Nijmegen door de gemeente. Maar deze verbinding heeft geen treinstation in de gemeente Horst aan de Maas. Er zijn plannen om een treinstation in Grubbenvorst aan te leggen. 
Er lopen 2 autosnelwegen door de gemeente. De A73 (Nijmegen - Roermond) loopt dwars door de gemeente en kent 2 afslagen voor Horst en 1 afslag voor Grubbenvorst. In het zuiden loopt de A67 (Eindhoven - Venlo), die een afslag heeft voor Sevenum.

## Land- en tuinbouw
In Grubbenvorst bevond zich tot 2001 een grote veiling (ZON). Bij een gemeentelijke herindeling is deze overgegaan naar de gemeente Venlo (stadsdeel Blerick). Horst is een belangrijk centrum van landbouw, ongeveer 1/3 van de totale Nederlandse champignonproductie komt hiervandaan. Ook is er een bedrijf dat champignonconserven maakt. Lottum wordt gezien als het rozendorp van Nederland, hier wordt ongeveer 70 % van alle Nederlandse rozen gekweekt. De gemeente kent met glastuinbouwgebied Californië een van de grootste glastuinbouwgebieden van Nederland.

## Toerisme en recreatie
De gemeente heeft meegewerkt aan de Floriade in 2012. In Horst aan de Maas liggen vier kastelen: Ooijen, Borggraaf, Kaldenbroek en de Kolck, voorts het Huis De Steeg in Grubbenvorst en drie kasteelruïnes: het kasteel van Horst, het Gebroken Slot en Kasteel Broekhuizen. Bij America zijn twee vakantieparken gevestigd, Center Parcs Het Meerdal en Center Parcs Limburgse Peel. In de gemeente liggen ook de ruim 500 ha grote Schadijkse bossen waar verschillende wandelroutes zijn gemarkeerd. In het buitengebied van Sevenum liggen Attractiepark Toverland, Recreatiecentrum/Domein Landal De Schatberg en Gasterie Lieve Hemel. In Kronenberg restaurant 1466, tevens ligt er in Kronenberg een groot hippisch complex, Peelbergen Equestrian Centre.

## Bijzonderheden
- De uit 1952 daterende Sint-Lambertuskerk in Horst geldt als een hoogtepunt in het oeuvre van architect Alphons Boosten
- De band De Heideroosjes komt uit Horst
- De band Rowwen Hèze komt uit America
- Grubbenvorst had tot 2009 een vliegveld (vliegveld Grubbenvorst)
- Horst aan de Maas is een Millennium Gemeente.

## Cultuur

### Monumenten
In de gemeente zijn er een aantal rijksmonumenten, gemeentelijke monumenten, en oorlogsmonumenten, zie:
- Lijst van rijksmonumenten in Horst aan de Maas
- Lijst van gemeentelijke monumenten in Horst aan de Maas
- Lijst van oorlogsmonumenten in Horst aan de Maas

### Kunst in de openbare ruimte
In de gemeente zijn diverse beelden, sculpturen en objecten geplaatst in de openbare ruimte, zie:
- Lijst van beelden in Horst aan de Maas

### Dialect
Er worden verschillende dialecten gesproken binnen de fusiegemeente, deze wijken van noord naar zuid vrij sterk van elkaar af. Zo is het dialect in Tienray of Meerlo in het noorden van de gemeente een zuiver Kleverlands dialect, met kenmerken van het Brabants. Terwijl het Sevenums dialect in Sevenum, Kronenberg en het Grubbenvorsters in Grubbenvorst, in het zuiden van de gemeente veel 'Limburgser' van aard zijn, vooral het Grubbenvorsters is bijna identiek aan het Venloos. De verschillen komen doordat er een aantal isoglossen door Horst aan de Maas lopen zoals de du/gij-isoglosse, mich/mij-isoglosse, hoês/huus-isoglosse etc. De meeste van de isoglossen lopen oost-west door de gemeente op de kalt/koud-isoglosse na, deze loopt noord-zuid. Het Horsters, onder meer gesproken in de hoofdplaats Horst, vrij centraal gelegen in de gemeente, ligt taalkundig dan ook tussen de verschillende dialecten in.

## Gemeenteraad
De gemeenteraad telt 27 zetels:
| Gemeenteraadszetels                       | Gemeenteraadszetels | Gemeenteraadszetels | Gemeenteraadszetels | Gemeenteraadszetels | Gemeenteraadszetels |
| Partij                                    | 2009                | 2014                | 2018                | 2022                |                     |
| ----------------------------------------- | ------------------- | ------------------- | ------------------- | ------------------- | ------------------- |
| CDA                                       | 11                  | 9                   | 10                  | 7                   |                     |
| Essentie                                  | 6                   | 6                   | 5                   | 5                   |                     |
| D66/GroenLinks (tot 2018: D66)            | 2                   | 2                   | 4*                  | 4                   |                     |
| PvdA (2009: PvdA-Progressieve Kombinatie) | 3                   | 3                   | 2                   | 4                   |                     |
| Perspectief Horst aan de Maas             | -                   | -                   | -                   | 3*                  |                     |
| VVD                                       | -                   | -                   | 2*                  | 2                   |                     |
| BVNL                                      | -                   | -                   | -                   | 2                   |                     |
| SP                                        | 5                   | 7                   | 4                   | -                   |                     |
| Totaal                                    | 27                  | 27                  | 27                  | 27                  |                     |
| Opkomst                                   | 50,56%              |                     |                     |                     |                     |

* In de raadsperiode 2018-2022 splitsten twee raadsleden zich af. Eén VVD-raadslid sloot zich aan bij BVNL en één D66/GroenLinks-raadslid sloot zich aan bij Perspectief. In de raadsperiode 2022-2026 splitste één raadslid van Perspectief zich af, die de fractie Hart voor Horst aan de Maas begon.

## Media
- Omroep Horst aan de Maas (voorheen Streekomroep Reindonk)
- Nieuws uit Horst aan de Maas
- HALLO Horst aan de Maas

## Bekende inwoners

### Geboren
- Hub van Doorne, oprichter DAF (truckfabriek te Eindhoven), (geboren in America)
- Wim van Doorne, oprichter DAF (geboren in America, broer van Hub)
- Servaes Huys, oud-Tweede Kamerlid
- Twan Huys, journalist en tv-presentator
- Dirk Marcellis, oud-voetballer (verdediger bij o.a. PSV, AZ en PEC-Zwolle)
- Paul Verhaegh, voetballer (FC Twente)
- Renée van Wegberg, zangeres/(musical)actrice
- Bandleden van de Heideroosjes, punkband uit kerkdorp Horst
- Bandleden van Rowwen Hèze, band uit kerkdorp America
- Marijn Poels, onafhankelijk documentairemaker
- Wim Droesen, oud-Tweede Kamerlid, oud-voorzitter LLTB

### Woonachtig
- Raymond Knops, Staatssecretaris Binnenlandse zaken en Koninkrijksrelaties CDA
- Romé Fasol, oud-burgemeester van Horst (1988-2000)
- Joey Litjens, motorsporter
- Mark Veens, oud-zwemmer
- Sjors Verdellen, voetballer (VVV-Venlo)
- Ron van den Beuken, dj/producer
- Nico Freriks, volleybalinternational

## Aangrenzende gemeenten
| Aangrenzende gemeenten | Aangrenzende gemeenten | Aangrenzende gemeenten | Aangrenzende gemeenten | Aangrenzende gemeenten |
| ---------------------- | ---------------------- | ---------------------- | ---------------------- | ---------------------- |
| Venray                 |                        |                        |                        | Bergen                 |
|                        |                        |                        |                        |                        |
| Deurne (NB)            |                        |                        |                        |                        |
|                        |                        |                        |                        |                        |
|                        |                        | Peel en Maas           |                        | Venlo                  |